# Bartoszewo (jezioro)
Bartoszewo – jezioro położone w Bartoszewie (powiat policki), w odległości 11,5 km na północny zachód od centrum Szczecina, w zlewni rzeki Gunicy. Jezioro jest nieprzepływowym zbiornikiem, zasilanym tylko opadami atmosferycznymi i wodami podziemnymi, wykorzystywane do celów wędkarskich i rekreacyjno-wypoczynkowych.

## Dane morfometryczne jeziora
- powierzchnia: 3,9 ha
- głębokość średnia: 1,5 m
- głębokość maksymalna: 2,5 m
- objętość: 58,5 tys. m³
- zlewnia bezpośrednia: 1,2 km²
- zlewnia całkowita: 8,95 km²

## Turystyka
Nad jezioro prowadzą piesze szlaki turystyczne:
- Szlak Puszczy Wkrzańskiej im. Stefana "Taty" Kaczmarka.
- Szlak Policki